# Барвінок (ансамбль)
Барвінок — народний аматорський ансамбль пісні і танцю (з 1992 р. Палац культури, м. Знам'янка, Кіровоградська обл.)
Звання народного самодіяльного отримав у 1993 р.

## Керівник ансамблю
Керівником є заслужений працівник культури України Євдокія Мельниченко. Її заслуги відзначені міською громадою присвоєнням звань «Творча особистість 2002 р.», «Знам'янчанин 2008 р.», у номінації «Талант року у сфері культури», численними дипломами, грамотами, подяками, відзначена обласною премією в галузі культури «Духовний скарб Кіровоградщини».

## Колектив
Колектив — постійний учасник Всеукраїнського фестивалю-конкурсу вокально-хорового мистецтва «Вересневі самоцвіти», Гран-прі Всеукраїнського фестивалю хорового мистецтва «Калиновий спів», активний учасник Всеукраїнського фестивалю народної творчості «Сонячні кларнети», Всеукраїнського фестивалю майстрів мистецтв та народної творчості «Легенди скіфських степів», Відкритого фестивалю козацької творчості, Міжнародного свята літератури і мистецтва «Лесині джерела», є членом Всеукраїнського просвітницького Фонду Тараса Григоровича Шевченка.

### Танцювальна група ансамблю
Танцювальна група ансамблю — дипломант Всеукраїнського огляду-конкурсу народної творчості працівників залізничного транспорту (кер. Тетяна Часник). Концертмейстери ансамблю: Тихонюк О. В., Бацанов В. П., Марченко В. В.

## Репертуар
У репертуарі — понад 200 пісень: М. Леонтовича, К. Стеценка, Г. Давидівського, класичні та українські народні пісні.
Гастролював містами України: Київ, Канев, Донецьк, Світлогорськ, Слов'янськ, Краматорськ, Ново-Азовськ тощо.
Виконання ансамблю відзначається особливою енергетикою добра і любові, неповторною красою української пісні. У 2017 році «Барвінку» виповнилося 25 років.